# جورج جيني
جورج جيني (بالفرنسية: Georges Jenny)‏ هو موسيقي فرنسي، ولد في 1900، وتوفي في 1976.

## وصلات خارجية
- جورج جيني على موقع ميوزك برينز (الإنجليزية)